# Jurij Kusubow
Jurij Oleksandrowytsch Kusubow (ukrainisch Юрій Олександрович Кузубов, beim Weltschachbund FIDE Yuriy Kuzubov; * 26. Januar 1990 in Sytschowka, Oblast Smolensk) ist ein ukrainischer Schachmeister.
Als Jurij Kusubow vier Monate alt war, zog die Familie nach Kramatorsk, Oblast Donezk. Er stammt aus dem A.V. Momot Schachverein in Kramatorsk, der auch andere Weltklassespieler wie Ruslan Ponomarjow, Sergei Karjakin, Kateryna Lahno, Oleksandr Areschtschenko und Sachar Jefymenko hervorgebracht hat. Beim Erreichen seiner dritten Großmeister-Norm 2004 war er im Alter von 14 Jahren, 7 Monaten und 12 Tagen nach Sergei Karjakin der weltweit zweitjüngste Großmeister.
Bei der U14-Weltmeisterschaft 2004 in Iraklio erhielt er eine Silbermedaille. Beim Schach-Weltpokal 2005 scheiterte er in der ersten Runde an Oleksandr Mojissejenko. 2009 gewann er das internationale Open im indischen Gurgaon vor Alexander Areschtschenko, 2011 das Reykjavík Open vor Ivan Sokolov. Im November 2014 siegte er bei der ukrainischen Einzelmeisterschaft in Lwiw.
Für die ukrainische Nationalmannschaft spielte Jurij Kusubow bei der Mannschaftseuropameisterschaft 2005. In der österreichischen 1. Bundesliga spielte er in der Saison 2009/10 für Holz Dohr. In Spanien spielte er 2008 und 2011 für CajaCanarias Santa Cruz, mit denen er 2008 Meister wurde, sowie 2016 und 2017 für Club Ajedrez Jaime Casas, in Island für TB A, in Frankreich für Grasse Echecs und in Ungarn für DVTK Sport Korlátolt Felelősségű Társaság.